# بودوق
بودوق (به لاتین: Buduq) یک منطقه مسکونی در جمهوری آذربایجان است که در شهرستان قوبا واقع شده است. بودوق ۵۱۶ نفر جمعیت دارد.

## نگارخانه

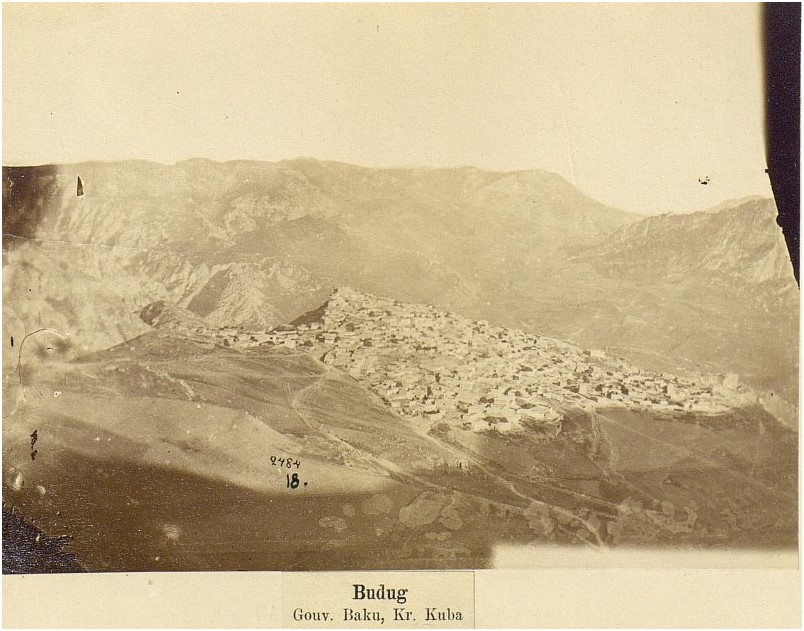
نمایی از بودوق - ۱۸۸۰